# Wilhelm Pfannkuch (Musikwissenschaftler)
 Wilhelm Pfannkuch (* 12. November 1926 in Kiel; † 2. September 1988 ebenda) war ein deutscher Musikwissenschaftler und Hochschullehrer am Musikwissenschaftlichen Institut der Philosophischen Fakultät der Christian-Albrechts-Universität zu Kiel.

## Leben und Wirken
Wilhelm Pfannkuch stammt aus einer evangelisch-lutherisch geprägten Familie. Er gilt als Nachfahre des SPD-Politikers Wilhelm Pfannkuch. Von 1933 bis 1937 besuchte er die Volksschule in Kiel und war von  1936 bis 1943 Mitglied der Hitlerjugend Kiel (HJ). Im Jahr 1937 wechselte er auf die Oberrealschule Kiel. Von 1943 bis 1945 leistete er seinen Wehrdienst ab und geriet für kurze Zeit in Kriegsgefangenschaft. 1944 absolvierte er seinen Reichsarbeitsdienst in Litauen. Danach legte er im Jahr 1946 sein Abitur am Gymnasium Kiel ab.
Pfannkuch studierte von 1946 bis 1950 Psychologie, Musikwissenschaft, Philosophie und Literaturwissenschaft an der Universität Kiel. Seine Promotion im Fach Musikwissenschaft erfolgte von 1950 bis 1953 unter Betreuung von Anna Amalie Abert mit der Dissertation Das Opernschaffen Ermanno Wolf-Ferraris.
Am Musikwissenschaftlichen Institut der Philosophischen Fakultät der Universität Kiel hatte er während seiner akademischen Laufbahn verschiedene Positionen inne. Er war von 1950 bis 1964 in Folge als wissenschaftliche Hilfskraft, wissenschaftlicher Assistent und wissenschaftlicher Rat und Lektor tätig. Anschließend war er bis 1969 wissenschaftlicher Rat und Professor und von 1969 bis 1972 Oberrat. Im Anschluss daran wirkte er bis zu seinem Tod im Jahr 1988 als wissenschaftlicher Direktor für Musikwissenschaft.
Neben seiner Lehrtätigkeit war Pfannkuch 1952 Gründer des Kieler Kammerorchesters, das er fortan leitete. 1960 übernahm er zudem die Leitung des Kieler Collegium musicum.
Pfannkuch war verheiratet und Vater von drei Kindern.

## Weitere Funktionen
- 1975–1977: Vorsitzender der Arbeitsgemeinschaft für Musikpädagogik und Musikpflege in Schleswig-Holstein[1]
- 1959: Vorsitzender des Verbands Deutscher Musikerzieher und konzertierender Künstler[1]
- Vorsitzender des Landesverbands für Musik Schleswig-Holstein
- 1978–1986: Präsident des Landesmusikrats e. V. in Schleswig-Holstein[1]

- 1975: Vorsitzender des Bundes Deutscher Liebhaberorchester e. V.[1]

## Ehrungen
- Bundesverdienstkreuz am Bande[1]
- 1987: Verleihung des Titels Ehrenprofessor durch das Land Schleswig-Holstein[1]

## Veröffentlichungen (Auswahl)

### Herausgeber von Musik
- Wilhelm Pfannkuch gab in Neubearbeitung bei Breitkopf & Härtel Werke von Georg Friedrich Händel heraus, u. a. die Feuerwerksmusik, die Wassermusik und Concerti grossi.
- An der Bearbeitung und Herausgabe der Oper Orfeo ed Euridice im Rahmen des Gesamtwerkes von Christoph Willibald Gluck durch den Bärenreiter-Verlag (Ausgabe 1964) war er beteiligt.[3]
- Pfannkuch war Herausgeber der Oper Armida im Rahmen der Gesamtausgabe der Werke Joseph Haydns des Joseph Haydn Institutes (Duisburg 1965).[4]

### Schriften
- J. S. Bachs „Musikalisches Opfer“: Bemerkungen zu den bisherigen Untersuchungen und Neuordnungsversuchen. In: Die Musikforschung 7. Jahrg., H. 4, Bärenreiter Kassel 1954, S. 440–453, JSTOR:41113314.
- Organisationen der Musik. In: MGG, Bd. 10, Bärenreiter Kassel 1962, Sp. 204–220.
- Zur Thematik und Form in Schönbergs Streichsextett. In: Anna Amalie Abert (Hrsg.): Festschrift Friedrich Blume zum 70. Geburtstag. Bärenreiter, Kassel 1963, S. 258–271.
- Opernaufführungen in Kiel. In: Klaus Hortschansky (Hrsg.): Opernstudien. Anna Amalie Abert zum 65. Geburtstag. Schneider, Tutzing 1975, S. 91–102, ISBN 3-7952-0155-1.
- Das Collegium musicum der Christian-Albrecht-Universität. In: Christiana Albertina, N.F., Bd. 6 (1977), S. 53–65.
- Von den Konzerten „zum Besten der Armen“ in Kiel 1795-1799. In: Uwe Haensel (Hrsg.): Beiträge zur Musikgeschichte Nordeuropas. Kurt Gudewill zum 65. Geburtstag. Möseler, Wolfenbüttel 1978, S. 175–199